# جامعة العمر الثالث

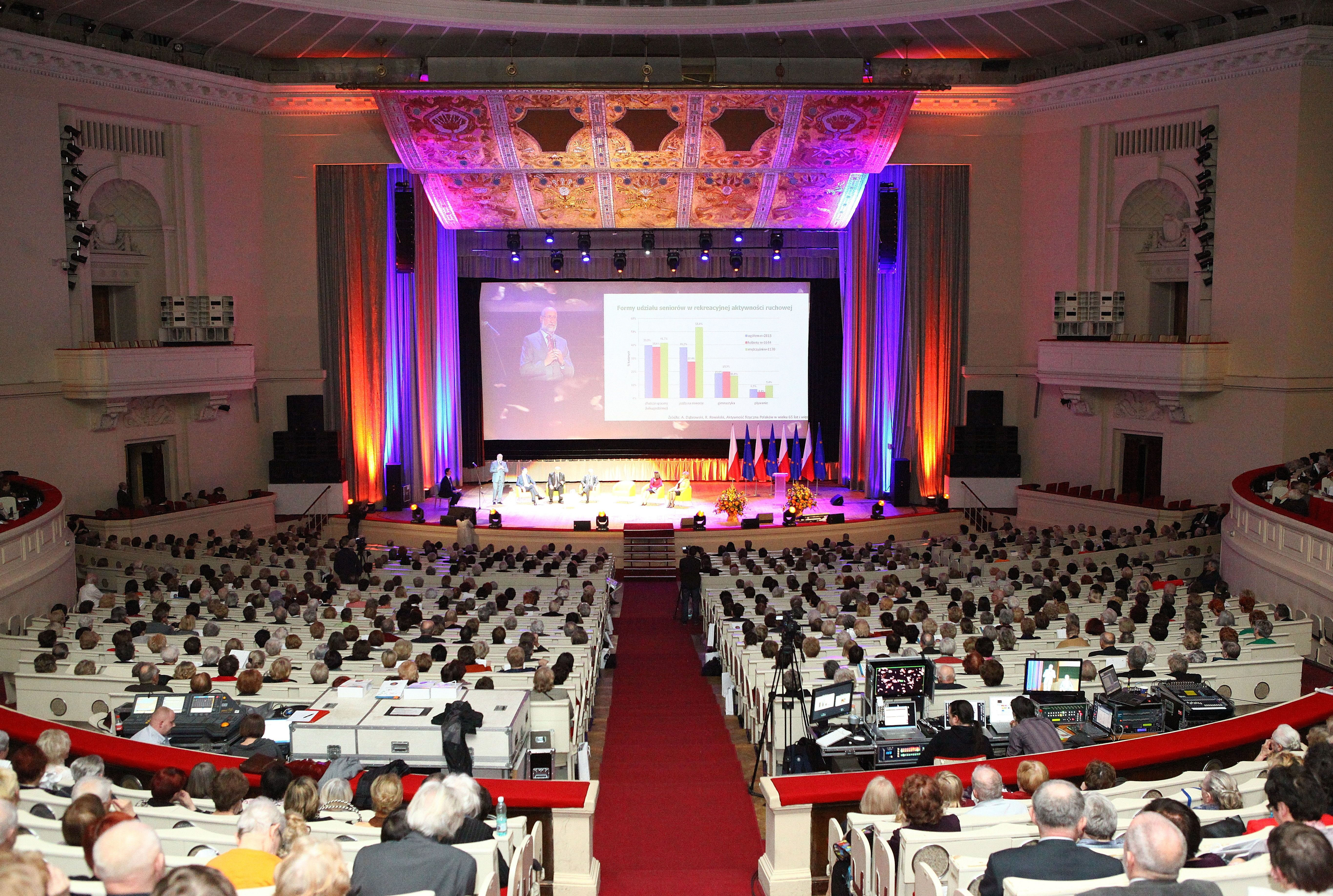

جامعة العمر الثالث هي حركة وطنية هدفها التعليم والتحفيز للمتقاعدين بشكل أساسي في المجتمع- هؤلاء الذين في «العمر الثالث» من الحياة. ويشار إليها عادةً باسم "U3A".
لا يوجد نموذج مقبول عالمياً ل "U3A". فقد تمّ تعديل مفهومها الأصلي في فرنسا، كنشاط جامعيّ خارج أسوار الجامعة بشكل كبير في المملكة المتحدة، حيث تم الإعتراف بأن معظم الأشخاص في سن التقاعد لديهم شيء يساهمون به، وكان التركيز على المشاركة، دون روابط رسمية أو جامعات تقليدية.
العديد من الدول الناطقة بالإنجليزية اتّبعت هذا النموذج، بينما اتّبعت الدول الأوروبية القاريّة في الغالب، النموذج الفرنسي. لأسباب تاريخية، «معاهد التعلم مدى الحياة» مصطلح يستخدم في الولايات المتحدة لمنظمات شبيهة ب "U3A".
أبلغ الموقع الإلكتروني لجامعة العمر الثالث البريطانية هذا حول أهلية عضوية «العمر الثالث»: «عضوية»U3A«ليست مرتبطة بعمر محدد ولكن بفترة من حياة الشخص (العمر الثالث) بعد العمر الثاني من الموظفين بدوام كامل والمسؤولية الأبوية، يستطيع أي فرد في عمره الثالث الإنضمام ل»U3A«، وهذا يشمل الناس الذين يعملون بدوام جزئي. ولا يوجد عمر أقل للعضوية».

## التاريخ

### فرنسا
بدأت جامعة العمر الثالث في فرنسا في كلية العلوم الإجتماعية في تولوز عام 1973.
بدأت بواسطة الأستاذ بيير فاليس في فرنسا، غالباً ترتبط كل مجموعة من جامعة العمر الثالث مع جامعة محلية.
هذا النموذج الأكاديمي مستخدم في العديد من الدّول الأخرى، خاصة في أوروبا القارّية.
ويوفّر الإنتماء الجامعي فرص متنوعة مثل أعضاء هيئة تدريس مؤهلين تأهيلاً عالياً، مجموعة متنوعة من من اختبارات المواد، وفرصة للطلاب والكلية ليُجروا بحثاً قائماً على الخبرات العملية، الثقافية أو التاريخية لكبار السن.
لا تُصدر جامعات العمر الثالث الدبلومات، ولكن بدلاً من ذلك شهادات تقدير، وتُدَرِّس في العديد من المجالات تبعاً لإهتمامات مجموعة من الطلاب الأكبر سنّاً (عادةً فوق سنّ ال 55 سنة) مثل مهارات الحاسوب، اللغات، الدين، القانون، السياسة، الوراثة، ريادة الأعمال، الخ...
وتقوم جامعات العمر الثالث أحياناً بتوفير مجموعات تدريب مهني، وفرص تعليم رسمي مستمر.
في التسعينيات توسّع المفهوم في فرنسا لمفهوم «جامعة جميع الأعمار»(UTA) أو «جامعة وقت الفراغ»(UTL).
غيّر الاتحاد الفرنسي لجامعات جميع الأعمار (UFUTA) اسمه (مع الإحتفاظ بالاختصار)، بينما تبنت بعض أقسام الجامعات الفرنسية عنوان «جامعة وقت الفراغ».
الرابطة الدولية لجامعات العمر الثالث (AIUTA) ،-هي منظمة دولية عالمية وشبكة من جامعات العمر الثالث، من ضمنها، مؤسسات من معظم دول أوروبا القارية، وسط وشرق أوروبا، الصين، روسيا، أمريكا اللاتينية، الخ. تشمل موريتوس ومميزات أخرى. ورئيسها هو الأستاذ فرانسوا فاليس من جامعة تولوز، ابن مؤسس أول "U3A", بيير فاليس.

### المملكة المتحدة
مع بدايات الثمانينيات، وصل المفهوم المملكة المتحدة، حيث تغيرت طبيعتها جذرياً لتصبح أكثر، كمنظمة مساعدة ذاتية تحت تأثير مؤسسيها، بيتر لاسليت، ميخائيل يونغ، إريك ميدوينتر.
وهذا النموذج استخدم أيضاً في أستراليا، نيوزلندا، قبرص، جنوب إفريقيا، الدومينيكان.
في نموذج التعلم من الأقران البريطاني، من المسلَّم به أن الأشخاص المتقاعدين يمتلكون خبرة طويلة الأمد، وجماعياً، كمية هائلة من المعرفة. وهذا يستخدم لتنظيم المناهج لكل مادة، حيث أن كل مقابلة يتم إدارتها عادةً بعضو من المجموعة ذو إهتمام قوي أو معرفة متخصصة.
كل مجموعة من جامعة العمر الثالث تدفع رسوم العضوية للهيئة الوطنية للتنسيق،
العمر الثالث تثق، وتمتلك وصولاً لمدى هائل من المصادر من ضمنها مكتبة إقراض الوسائط المتعددة، والنشرات الإخبارية ذات الإهتمامات الخاصة والعقود مع مجموعات أخرى لها نفس الإهتمامات. المدارس الصيفية يتم عقدها من قبل مجموعات اهتمامات خاصة. أكثر أهميةً، تمتلك كل مجموعة كيان مستقل كلياً، وتمويل ذاتي وإدارة ذاتية.
في عام 2016 جامعة العمر الثالث البريطانية، بلغت عضوها الألف في تشيرشداون، جلوسيسترشاير، التي تمتلك 26 مجموعة، بعد الإبلاغ عن 950 عضواً في 2015  ، ودورات تشغيل ل 350000 شخصاً.
معظم المجموعات إقليمية بطبيعتها، الأمر الذي قاد إلى إنشاء، في بعض الدول، أنواع مختلفة من جامعة العمر الثالث، على سبيل المثال، في قبرص هناك جامعة للعمر الثالث، منظمة تدعى "C3A", والتي تنتمي لجامعة العمر الثالث البريطانية و "P3A".

### وسط وشرق أوروبا
بعض دول أوروبا الوسطى والشرقية أدخلت إلى جامعة العمر الثالث في وقت مبكر جداً (بولندا، جمهورية التشيك (رسمياً جزء من تشيكوسلوفاكيا)، وسلوفينيا)، حيث أن الجامعة السلوفينية للعمر الثالث بدأت بأستاذين جامعيين في العام 1984، وتطورت إلى شبكة من 40 جامعة في البلد بأكمله. وهناك أيضاً جامعة للعمر الثالث عن بعد في روسيا.

### أستراليا
بدأت أول جامعة عمر ثالث أسترالية في ميلبورن عام 1984، وكما في 2013، نَمَت إلى 250 جامعة عمر ثالث مع تقريباً 85000 عضو. موجودة في المناطق الإقليمية، القروية، الحضرية، وتتبع نموذج المساعدة الذاتية البريطاني في التدريس والتعلّم على مدى واسع من المناطق التابعة لها. ومعتمدةً على خبرة العضوية الخاصة، معرفتها ومهاراتها.
جامعات العمر الثالث في نيو ساوث ويلز، فيكتوريا، أراضي العاصمة الأسترالية، جنوب أستراليا، كوينزلاند، وغرب أستراليا شكّلت شبكات دولية لدعم جامعات العمر الثالث في ولاياتهم أو أراضيهم بمجموعة من الموارد، حيث تمتلك كل شبكة موقع ويب خاص بها من أي جامعة محلية للعمر لثالث يمكن أن تقع.
```
وفي عام 1998، بدأت «U3Aعبر الإنترنت» بتقديم الدورات الإفتراضية التي تمثل تحدياً معرفياً للأشخاص الوحيدين الأكبر سناً من أي دولة. ومنذ ذلك الحين، توسعت المبادرة لتشمل أي شخص يعتبر نفسه قد أصبح في عمره الثالث. 
```

أكثر من 35 دورة متاحة، كلها مكتوبة ويتم تعليمها من قِبَل خبراء متطوعين من دول مختلفة.
وفي عام 2009 قامت «U3Aعبر الإنترنت» بنشر ورقة بعنوان «مبادرات تعليمية للمسنين»، تضمنت الورقة مساهمات من عدد من قادة جامعات العمر الثالث حول العالم تحدد حالة منظمات جامعة العمر الثالث والمنظمات التي تشبهها في دول مختلفة. تلك الورقة، ودراسات بحثية أخرى استعرضها النظراء قائمة على نموذج الشيخوخة الناجحة، متاحة مجاناً على الموقع الإلكتروني.

### كندا
شبكة العمر الثالث (TAN)، فعالة جداً في كندا، مع ذلك هي حالياً موجودة فقط في مقاطعة أونتاريو. في مدرسة رايموند تشانغ للتعليم المستمر في جامعة رايرسون في تورونتو. وقد بدأت الشبكة في 2007 وتطورت إلى 21 مجموعة في 2018.
رسالة العمر الثالث: «رعاية تعليم العمر الثالث وتبادل القضايا والحلول للتحديات التنظيمية المشتركة. ونحن نفعل ذلك من خلال تعزيز إنشاء المنظمات التي توفر الفرص للبالغين الأكبر عمراً ليتعلموا في جلسات ودّية واجتماعية، ومن خلال دعم منظمات تعليم البالغين هذه العملية بمشاركة الاستراتيجيات والتقنيات لإنجاز هذا الهدف».
وتقوم "TAN" بنشرات إخبارية وتستضيف ندوات ومنتديات على مستوى المنظمة وتدعم المجموعات المحلية بأشياء مثل المعلومات عن المتحدثين، التواصل مع الزملاء، البيانات عن العمليات التي يقوم بها الأعضاء، وهذا يشمل الأتعاب المدفوعة للمتحدثين، تشكيل المجلس، تكاليف الإيجار، التأمين الجماعي ميسور التكلفة، النشرات الإخبارية المنتظمة، المؤتمرات والورشات، والإرشاد لإنشاء موقع ويب، والتواصل الداخلي والخارجي.

#### جامعة سيمون فريزر (SFU) برنامج كبار السن
جامعة سيمون فريزر كانت أول جامعة في أمريكا الشمالية تنشأ سلسلة من الدورات المصممة خصيصاً لكبار السن في المرحلة مابعد الثانوية. فقد تم تفويضها لتقديم برامج تثقيفة/تعليمية لكبار السن التي كانت تتجاوب مع خصائصهم النفسية والنفسية الفريدة.
لقراءة المزيد أنظر إلى هذه الصفحة في موقع UBC الإلكتروني.

## جامعة العمر الثالث الإفتراضية
في الأول من كانون الثاني لعام 2009، وبعد أربع سنوات من التجارب والإختبارات، أُطلِقت الجامعة الإفتراضية للعمر الثالث (vU3A) بقصد تقديم نفس الصداقة والدعم والتعليم الذي كانوا يتمتعون به من خلال المجموعات غير المتصلة بالإنترنت. "vU3A" مفتوحة لأي شخص، خصوصاً، أولئك الذين في ظروف الوحدة، يمتلكون مشاكل صحية، أو قيود أخرى تمنعهم من الإنضمام لمجموعة "U3A". وهناك رسوم منخفضة.
ويقوم المتطوعون بالقيام بكل العملية، من ضمنها التدريس، في الفضاء الإلكتروني. وهناك بشكل عام موافقة على أنه ليس فقط النشاطات الجسدية ولكن الفكرية أيضاً تُثري وتطيل الحياة في السنوات الأخيرة.
ورغم أنهم متقاعدين في المقام الأول، العديد من جامعات العمر الثالث تفتح عضويتها لأي فرد ليس موظفاً بدوام كلي. وبالتالي أصبح مدى العمر للعضوية أكثر شموليةً وتوسعاً.

## الدورات

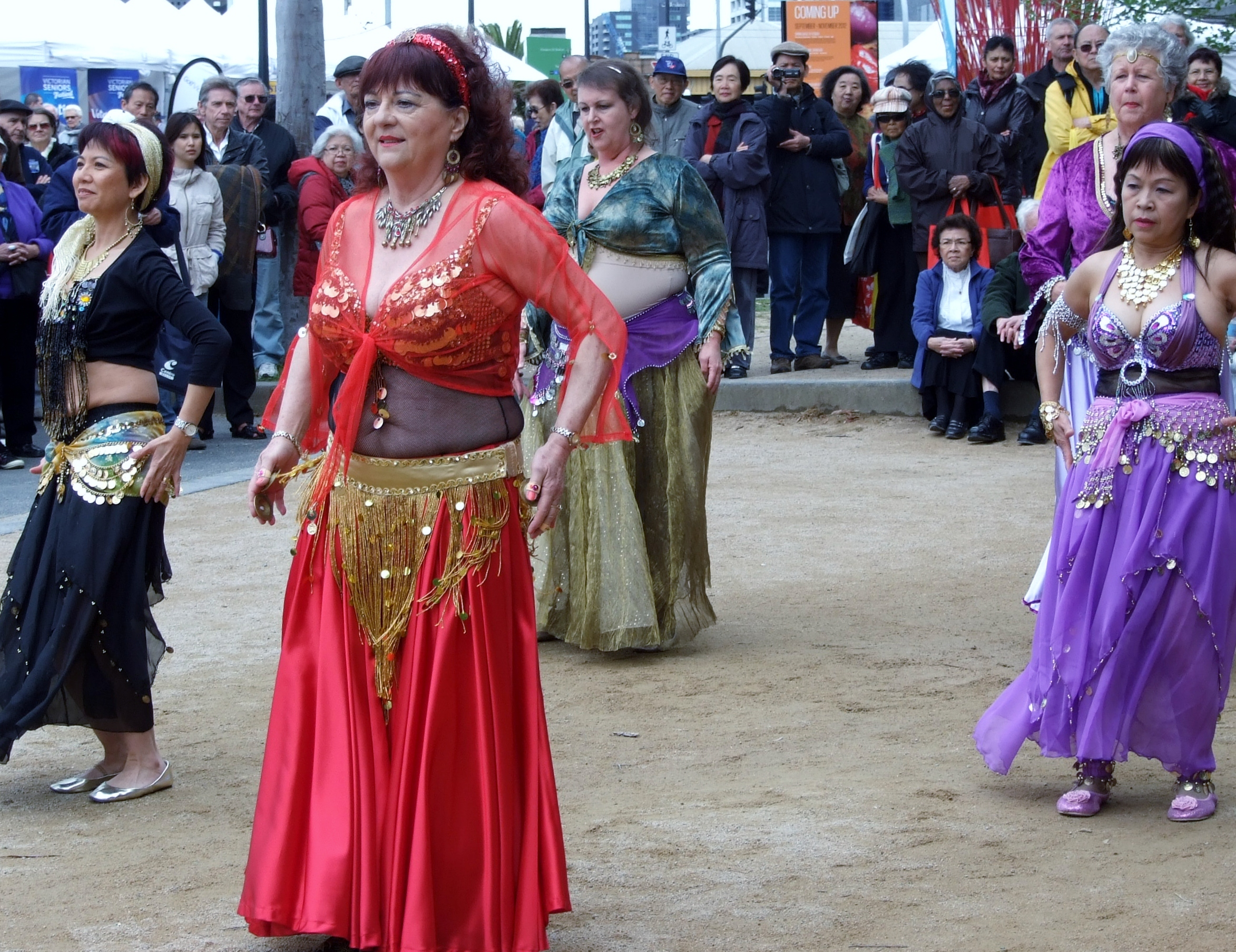
فرقة الرقص الشرقي U3A من نوناوادينج في كرنفال التعلم 2012 في فيديريشن سكوير، ملبورن.

تشمل الدورات الاعتيادية الفن، الدراسات الكلاسيكية، المحادثة، المناظرة، الحواسيب، الحِرف، الدراما، التاريخ، اللغات، الأدب، العلوم الإجتماعية، دراسات السينما/الأفلام، الموسيقى، العلوم والفلسفة.
بعض مجموعات الدراسة لا تمتلك مناهج دراسية مُعَدَّة، لكن تستند إلى تقارير عن الشأن الحالي في موضوع المادة، لدعم المحادثة والبحث. بينما المجموعات الأخرى مصممة لتتخطى الحدود الإنضباطية، على سبيل المثال، الجمع بين مجتمع، التكنولوجيا والعلوم بطريقة غير عملية في بيئات أكاديمية أكثر رسمية.
ويتم اختيار مواقع مجموعات العمر الثالث بعناية لإجراء بحث جاد في التاريخ المحلي وعلم الأنساب، على سبيل المثال، جمعت مجموعة في ايماوث وعرضت العديد من من صور الحياة والعمل في المنطقة على مر السنين.
وتهدف بعض المجموعات لتجسير الفجوة بين الأجيال في مجال تكنولوجيا المعلومات، للإنفتاح على وإثارة عالم جديد للكثيرين الذين ربما كانوا غافلين عنه بخلاف ذلك. التسويق الإلكتروني مهم، خصيصاً للأعضاء الموجودين في مناطق بعيدة.
وهناك أيضاً العديد من النشاطات الأقل تركيزاً عل التعليم، مثل الألعاب (تشمل مجموعات لعب الجسر المكررة وجسر الرسوم)، الصحة، اللياقة البدنية، والراحة (تتضمن المشي في الريف)، نوادي المتاحف/الحفلات، نوادي السفر والرقص بجميع أنواعه.

## النشرات الإخبارية
تنشر العديد من جامعات العمر الثالث نشرات إخبارية محلية، كما تقوم ببعض من شبكات اهتماماتهم الخاصة.
تقوم «ثقة العمر الثالث»، الهيئة المنسقة في المملكة المتحدة بنشر مجلة دولية. «العمر الثالث مهم» تُنشر خمس مرات سنوياً، بالإضافة إلى نشرة تعليمية تدعى المصادر، لإشتراك الأعضاء ثلاث مرات سنوياً.
وتستطيع جامعة العمر الثالث أيضاً أن تزوّد بموارد قيّمة في النظر إلى القضايا المحلية والدولية. وتشمل العضوية العديد من الخبرات وذوي الخبرة في كل مسارات الحياة تقريباً.
ورغم أنها ليست سياسية بحتة، يمتلك أعضاء "U3A" الوقت للتفكير مليّاً بطريقة ناضجة بمواضيع مثل تشغيل الخدمات العامة، الجريمة والعقوبة، مستقبل مخزون الطاقة، التمويل العام للفنون وما إلى ذلك، ويستطيعون الردّ على مبادرات للإنخراط في المشاورات العامة مع ردود مدروسة بعناية.